# 李洪义 (五代)
李洪义（909年—967年），原名洪威，太原府晋阳县（今山西省太原市）人，中国五代十国军事人物。李洪信弟。
后汉初年，李洪威担任护圣左厢都校、领岳州防御使，转任侍卫马军都指挥使、领武信軍節度使。郭威起兵，他在河桥归降。郭威建立后周，李洪威为避讳周太祖郭威，改名李洪义。广顺初年，权知宋州节度使。不久拜归德军节度使（治宋州，今河南省商丘市），加同平章事，权知许州。周世宗即位，加兼侍中。显德末年，转任京兆尹、永兴军节度使（治京兆府，今陕西省西安市）。宋朝建立，加兼中书令，李洪义改镇鄜州（今陕西省富县），乾德五年（967年），去世时年五十九岁，赠太师。